# Up Lookout Mountain on the Electric Incline
Up Lookout Mountain on the Electric Incline è un cortometraggio muto del 1913. Il nome del regista non viene riportato nei credit.

## Produzione
Il film fu prodotto dalla Essanay Film Manufacturing Company. Venne girato a Lookout Mountain, a Chattanooga nel Tennessee.

## Distribuzione
Distribuito dalla General Film Company, il film - un documentario della lunghezza di cento metri - uscì nelle sale cinematografiche USA il 13 agosto 1913. Nelle proiezioni, veniva programmato con il sistema dello split reel, accorpato in un'unica bobina con un altro cortometraggio prodotto dall'Essanay, la commedia Good Night, Nurse.